# Irlanda en los Juegos Europeos de Cracovia 2023
Irlanda participó en los Juegos Europeos de Cracovia 2023 con un equipo de 123 deportistas. Responsable del equipo nacional fue la Federación Olímpica de Irlanda.

## Medallistas
El equipo de Irlanda obtuvo las siguientes medallas:
| Nombre            | Deporte    | Competición            |
| ----------------- | ---------- | ---------------------- |
| Oro               |            |                        |
| Kellie Harrington | Boxeo      | Ligero (60 kg) F       |
| Aoife O'Rourke    | Boxeo      | Medio (75 kg) F        |
| Amy Wall          | Kickboxing | Full contact –60 kg M  |
| Equipo            | Rugby 7    | Torneo M               |
| Plata             |            |                        |
| Jack Marley       | Boxeo      | Pesado (92 kg) M       |
| Nathan Tait       | Kickboxing | Puntos –74 kg M        |
| Conor Johnson     | Kickboxing | Puntos –84 kg M        |
| Jack Woolley      | Taekwondo  | –58 kg M               |
| Bronce            |            |                        |
| Sarah Lavin       | Atletismo  | 100 m vallas F         |
| Dean Clancy       | Boxeo      | Ligero (63,5 kg) M     |
| Michaela Walsh    | Boxeo      | Pluma (57 kg) F        |
| Jodie Browne      | Kickboxing | Puntos –70 kg F        |
| Nicole Bannon     | Kickboxing | Light contact –60 kg F |